# Severinia turcomaniae
Severinia turcomaniae es una especie de mantis de la familia Mantidae.

## Distribución geográfica
Se encuentra en Asia.